# Hành khúc Lộng lẫy và Uy phong

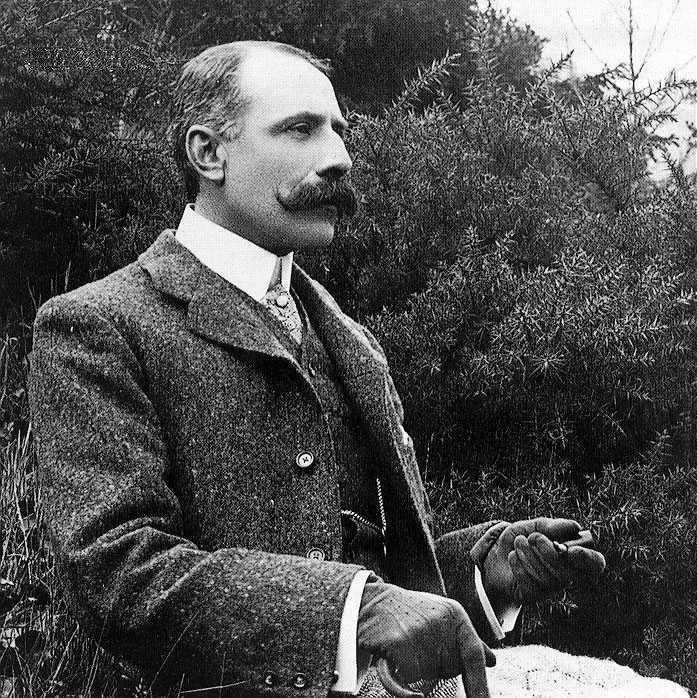
Edward Elgar, tác giả của bộ tác phẩm

Bộ Hành khúc Lộng lẫy và Uy phong (tên tiếng Anh: Pomp and Circumstance Marches hoặc đầy đủ hơn là Pomp and Circumstance Military Marches), Opus 39, là một bộ năm (hoặc sáu) hành khúc viết cho dàn nhạc, được sáng tác bởi nhà soạn nhạc người Anh nổi tiếng: Sir Edward Elgar. Bốn hành khúc đầu tiên của bộ được xuất bản trong khoảng năm 1901 đến năm 1907, khi Elgar ở độ tuổi bốn mươi; bản hành khúc thứ năm được xuất bản vào năm 1930, chỉ vài năm trước khi ông qua đời. Dựa trên các bản phác thảo mà ông để lại, bản hành khúc thứ sáu được hoàn thiện sau khi ông đã qua đời và được xuất bản vào năm 1956 và năm 2005–2006. Bộ hành khúc này có chứa một vài trong các số các sáng tác nổi tiếng nhất của Elgar.

## Tiêu đề của bộ tác phẩm
Tên của bộ hành khúc được lấy từ một đoạn tại Hồi (Màn) III, Cảnh 3 trong vở kịch Othello của Shakespeare
Thôi vĩnh biệt những chiến mã hí lồng, những điệu kèn vang thét khúc quân ca!

Thôi vĩnh biệt những tiếng sáo chói tai, những tiếng trống om thòm như giục giã, những ngọn cờ mang phù hiệu oai nghiêm? 

Thôi vĩnh biệt những quân trang binh cụ, những ước vọng cao quý, sự kiêu hùng oanh liệt, cảnh lộng lẫy và uy phong của chinh chiến quang vinh!
Ngoài ra, trên tổng phổ của bản hành khúc đầu tiên, Elgar cũng nêu khẩu hiệu cho cả bộ hành khúc bằng những vần thơ của Nam tước de Tabley trong bài "Hành khúc Vinh quang", bắt đầu bằng những câu (như trích dẫn của nhà viết tiểu sử Basil Maine):
Giống như một bản nhạc tự hào dẫn những chiến binh vào tử địa

Điên cuồng ngây ngất trước những mũi giáo 

Một khúc nhạc đã đặt thiên đường vào huyết quản của họ

Và vũ khí trong tay họ.

Tôi nghe khúc hành quân của Tổ quốc 

Bên dưới lá cờ hiệu bay như những cánh chim đại bàng;

Lá chắn và khiên đang che chở

Ngọn cờ của niềm tin tôi đang bay lên;

Tiến tới chiến thắng với âm thanh trang nghiêm,

Với sự thờ phụng và chinh phục, và giọng nói của vạn quân.

## Bộ hành khúc
Bộ Hành khúc Lộng lẫy và Uy phong gồm:
- Hành khúc số 1 cung Rê trưởng (năm 1901)
- Hành khúc số 2 cung La thứ (năm 1901)
- Hành khúc số 3 cung Đô thứ (năm 1904)
- Hành khúc số 4 cung Son trưởng (1907)
- Hành khúc số 5 cung Đô trưởng (1930)
- Hành khúc số 6 cung Son thứ (mới có bản phác thảo, được dựng lại bởi Anthony Payne năm 2005-06)

Năm bản nhạc đầu tiên là đều được Nhà xuất bản Boosey Và Co. phát hành dưới tên Tác phẩm số 39 (Op. 39) của Elgar. Mỗi hành khúc trong bộ được đề tặng cho một người bạn âm nhạc đặc biệt của Elgar.
Thời lượng của mỗi hành khúc là khoảng năm phút.

### Hành khúc số 1 cung Rê trưởng

#### Dành tặng
Hành khúc số 1, viết vào năm 1901, và được đề tặng "đến người bạn của tôi, Alfred E. Rodewald và các thành viên của Hội Dàn nhạc Liverpool".

#### Nhạc cụ
Tác phẩm này được viết cho 2 piccolo (2 ad lib.), hai sáo, hai oboe, hai clarinet giọng La, bass clarinet giọng La, hai bassoon, contrabassoon, bốn kèn cor ở giọng Fa, hai trumpet giọng Fa, hai kèn cornet giọng La, ba trombone, tuba, ba trống định âm, bộ gõ (tiếng trống, chũm chọe, tam giác, trống bên, đàn chuông, chuông (ad. lib.) và trống lục lạc (ad. lib.), hai đàn hạc, đại phong cầm, và bộ dây.

#### Lịch sử
Đây là khúc nhạc nổi tiếng nhất trong cả bộ, bản hành khúc số 1 và số 2 được trình diễn lần đầu tại Liverpool vào ngày 19 tháng năm 1901, với Alfred Rodewald chỉ huy Hội Dàn nhạc Liverpool. Elgar và vợ ông cũng đến dự, và đó là một buổi diễn thành công đến "điên cuồng". Cả hai tác phẩm này đều được biểu diễn hai ngày sau đó trong buổi hòa nhạc Promenade (mà Elgars vô tình bỏ lỡ) tại Khán phòng Nữ hoàng ở Luân Đôn dưới sự chỉ huy của Henry Wood, với bản hành khúc số 1 được biểu diễn sau. Wood hồi tưởng lại rằng khán giả "... đã đứng dậy và hò hét... và đó là dịp duy nhất trong lịch sử của hòa nhạc Promenade mà một tác phẩm khí nhạc đã được yêu cầu chơi encore đến hai lần." 
Đoạn giữa của tác phẩm có chứa một giai điệu nổi tiếng, thường được biết đến với tên gọi: "Vùng đất của Hi vọng và Vinh quang" (Land of Hope and Glory). Vào năm 1902, giai điệu này đã được tái sử dụng và sửa đổi để trở thành một phần trong khúc tụng ca đăng quang (Coronation Ode) mà ông sáng tác cho Vua Edward VII. Lời hát cũng được sửa đổi lại để phù hợp với giai điệu gốc; những chỉnh sửa này đã khiến bài hát trở thành một phần không thể thiếu vào Đêm cuối cùng của chuỗi hòa nhạc Proms thường niên, và là một bài hát ái quốc nổi tiếng của nước Anh.
Tại Hoa Kỳ, phần "Vùng đất của Hi vọng và Vinh quang" của bản hành khúc số 1 thường được gọi đơn giản là "Lộng lẫy và Uy phong" hoặc là "Hành khúc Tốt nghiệp" và được chơi với vai trò là nhạc diễu hành ở hầu như tất cả các trường trung học và tại một số lễ tốt nghiệp đại học. Tác phẩm được biểu diễn lần đầu tiên tại một buổi lễ vào ngày 28 tháng 6 năm 1905, tại Đại học Yale, nơi Giáo sư Âm nhạc Samuel Sanford đã mời người bạn Elgar của mình đến dự buổi lễ cũng như nhận bằng tiến sĩ danh dự về âm nhạc; Elgar đã đồng ý tham dự. Để chắc chắn Elgar là ngôi sao của buổi lễ, Stanford đã mời Dàn nhạc giao hưởng New Haven, Dàn hợp xướng Trường cao đẳng, Glee Club, các giảng viên âm nhạc, và các nhạc sĩ New York để chơi hai phần từ oratorio Ánh sáng của Sự sống sáng tác bởi Elgar; khi các sinh viên tốt nghiệp và các quan chức bước ra, bản "Lộng lẫy và Uy phong" của ông đã được vang lên. Elgar đáp lại thiện ý bằng cách dành tặng phần Dẫn nhập và Allegro cho Sanford vào cuối năm đó. Giai điệu nhanh chóng trở nên nổi tiếng và phổ biến ở những lễ tốt nghiệp tại Mỹ, được sử dụng chủ yếu làm nhạc mở đầu trong các buổi lễ khai mạc.
Tại Việt Nam, ca sĩ Mỹ Linh đã sử dụng và phổ lời Việt cho giai điệu này trong bài hát "Bài ca tự do", được phát hành trong album Chat với Mozart II vào đầu năm 2018.